# Шинел (филм, 1959)
Вижте пояснителната страница за други значения на Шинел.
„Шинел“ (на руски: Шинель) е съветски филм от 1959 година, заснет по мотиви от едноименната повест на Николай Гогол.

## Сюжет
История за живота на един обикновен чиновник, дребен и незначителен човечец, който се превръща в заложник на мечтата си за нова вещ, която според неговите вярвания ще промени жалкото му съществувание. Но може ли новият шинел, който си купува, да го направи щастлив?

## В ролите
- Ролан Биков като Акакий Акакиевич Башмачкин, чиновника
- Юрий Толубеев като Петрович, търговеца на палта
- Александра Йожкина като съпругата на Петрович
- Елена Понсова като Авдотия Семьоновна, домакинята
- Георгий Тейх като много важната персона
- Нина Ургант като дамата с леко поведение
- Александър Соколов като предприемача
- Василий Максимов като директора
- Рем Лебедев като заместника на чиновника и рожденик
- Пьотр Лобанов като кварталния надзирател
- Георгий Колосов като частния пристав
- Михаил Ладигин като лихваря
- Генадий Воропаев като чиновника
- Николай Кузмин като крадеца
- Гликерия Богданова- Чеснокова като съпругата на рожденика
- Евгений Гуров като човека с перуката
- Любов Малиновская като майката на Акакий Акакиевич
- Владимир Василиев като кръстника
- Михаил Василиев като просяка